# Grupo Silvio Santos
O Grupo Silvio Santos (também chamada de Silvio Santos Holding) é um grupo empresarial e conglomerado de mídia que agrega todas as empresas criadas pelo empresário Silvio Santos. O grupo pode ser também reconhecido pela sigla GSS.

## Empresas do grupo
Entre as empresas que pertencem ao grupo estão o Sistema Brasileiro de Televisão (SBT), uma das maiores redes de televisão aberta brasileira; o +SBT serviço de streaming do grupo; a Liderança Capitalização, responsável pela emissão do título de capitalização conhecido como Tele Sena; Hotel Jequitimar, um complexo de hotelaria na cidade litorânea do Guarujá, SiSAN Empreendimentos Imobiliários, empresa que controla todos os imóveis do grupo; e a Jequiti, empresa do ramo de cosméticos.
Outras empresas que não pertencem mais ao grupo estão a TV Record, os Estúdios Silvio Santos, uma produtora de televisão; a TV Alphaville, empresa que oferece planos de TV por assinatura, internet banda larga e telefonia; a Vimave Veículos, concessionária de veículos da Volkswagen; o Banco PanAmericano; e as Lojas Tamakavy e Lojas do Baú Crediário, ambas redes de lojas de departamento.

## Principais pessoas
- Grupo Silvio Santos - Renata Abravanel (presidente do Conselho de Administração), Ana Karina Bortoni (presidente),
  - SBT - Renata Abravanel (presidente), Daniela Beyruti (CEO e vice-presidente),[5] Mauro Lissone (diretor de programação)[6], Leon Abravanel (diretor de produções).
  - Jequiti - Eduardo Ribeiro (presidente), Rebeca Abravanel (vice-presidente e diretora executiva)

### Substituição na presidência
No dia 19 de novembro de 2010, Luiz Sebastião Sandoval, que presidia o grupo há mais de 40 anos, pediu demissão. Em seu lugar, Guilherme Stoliar, sobrinho de Silvio Santos, assumiu o cargo  e ocupou a presidência até agosto de 2021, quando se aposentou. Em abril de 2022, após seis meses em que o cargo ficou vago, José Roberto Maciel assumiu a presidência.
Em 25 de outubro de 2024, Maciel deixou a presidência, sendo substituído interinamente no cargo por Marcelo Barp, então CFO do grupo.
Em 13 de dezembro de 2024, Ana Karina Bortoni Dias assumiu oficialmente como CEO do Grupo Silvio Santos, sucedendo Marcelo Barp, que ocupava o cargo interinamente desde a saída de Maciel.

## Controvérsias

### Liderança Capitalização
Em 1978, o advogado Antônio Rodriguez entrou com uma ação na Justiça de São Paulo acusando a Liderança Capitalização, empresa do Grupo Silvio Santos, de roubar seus fregueses, a qual três clientes foram os autores da queixa, que reclamaram que se consideravam lesados e brigam na Justiça pelo dinheiro que, segundo eles, Silvio Santos conseguiu tirar-lhes durante anos. Rodriguez disse que toda a manobra "é roubo mesmo". Na época, outros clientes também apareceram com reclamações em relação ao carnê do Baú da Felicidade e os produtos que seriam de baixa qualidade, a reportagem também acusou a empresa de enganar seus vendedores e que estes seriam orientados a também enganarem os clientes.

### Conflito com o Teatro Oficina
Em 4 de dezembro de 2018, o Ministério Público Federal (MPF) em São Paulo realizou uma reunião para resolver um impasse entre o dramaturgo José Celso Martinez Corrêa, diretor do Teatro Oficina Uzyna Uzona, e o Grupo Silvio Santos, que pretende construir prédios de até 100 metros de altura a região, no Centro de São Paulo, o que prejudicaria a construção do teatro, que é tombado desde 2010 pelo patrimônio histórico nas esferas federal, estadual e municipal. Após a reunião, em que não houve consenso entre as partes, o MPF decidiu que ingressaria com uma ação na Justiça buscando a preservação do patrimônio cultural. Para os representantes do diretor do teatro, o empreendimento não respeitaria a preservação do patrimônio tombado, tanto do edifício, quanto do bem imaterial a ser preservado.
Em maio de 2018, o Instituto do Patrimônio Histórico e Artístico Nacional (Iphan), deu parecer favorável para a construção dos prédios residenciais de. Segundo o Iphan, o processo atende às normas relativas ao processo de tombamento e o parecer favorável refere-se "estritamente ao que se refere às delimitações de suas áreas de entorno e de tombamento". No caso do Teatro Oficina, que possui uma fachada com janela de vidro, a área que o Iphan impede a construção é definida por um cone visual com abertura de 45º a partir de cada lado da janela. Nesta área, nenhuma obra pode ser construída em uma faixa de 20 metros a partir da lateral oeste do teatro.
A discussão por autorização para realizar construções ao redor do teatro oficina se arrasta há anos e Silvio Santos também realizou pedidos ao Conselho Municipal de Preservação do Patrimônio Histórico, Cultural e Ambiental da Cidade de São Paulo (Conpresp) e no Conselho de Defesa do Patrimônio Histórico, Arqueológico, Artístico e Turístico (Condephaat) do Estado de São Paulo, que avaliam a questão. Em dezembro, o Conpresp aprovou o projeto das torres de Silvio Santos ao lado do Teatro Oficina.
Em fevereiro de 2020, o projeto de lei 805/2017, que determinava a implementação do "Parque Bixiga" no local onde as torres residenciais seriam erguidas, foi aprovado por unanimidade em segunda votação na Câmara Municipal de São Paulo. Em março do mesmo ano, no entanto, o então prefeito em exercício da cidade, Eduardo Tuma, vetou o projeto ao citar questões legais e financeiras.